# Huancavelica megye
Huancavelica megye Peru egyik megyéje, az ország középpontjától kissé délre található. Székhelye Huancavelica.

## Földrajz
Huancavelica megye Peru középső vidékének déli részén helyezkedik el. Teljes területe az Andok hegyvidékéhez tartozik, északkeleti része alacsonyabban fekszik, míg máshol az 5000 métert is meghaladó hegycsúcsok (Citac, Huamanrazo, Rosario, Chocca) emelkednek. Északnyugaton és északon Junín, keleten és délkeleten Ayacucho, délnyugaton Ica, nyugaton pedig egy rövid szakaszon Lima megyével határos.

### Tartományai
A megye 7 tartományra van osztva:
- Acobamba
- Angaraes
- Castrovirreyna
- Churcampa
- Huancavelica
- Huaytará
- Tayacaja

## Népesség
A megye népessége a közelmúltban folyamatosan növekedett:
| Év   | Lakosság |
| ---- | -------- |
| 1940 | 244 595  |
| 1961 | 302 817  |
| 1972 | 331 629  |
| 1981 | 346 797  |
| 1993 | 385 162  |
| 2007 | 454 797  |

## Képek

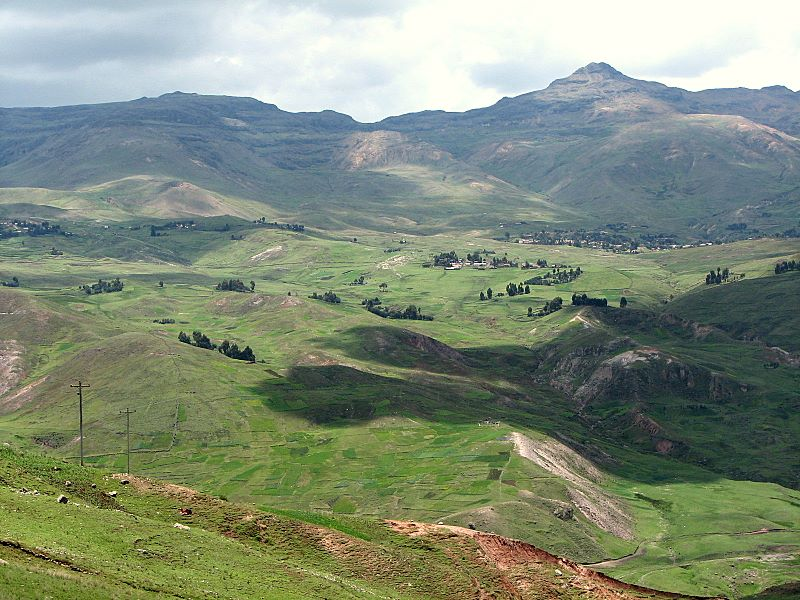
Tájkép
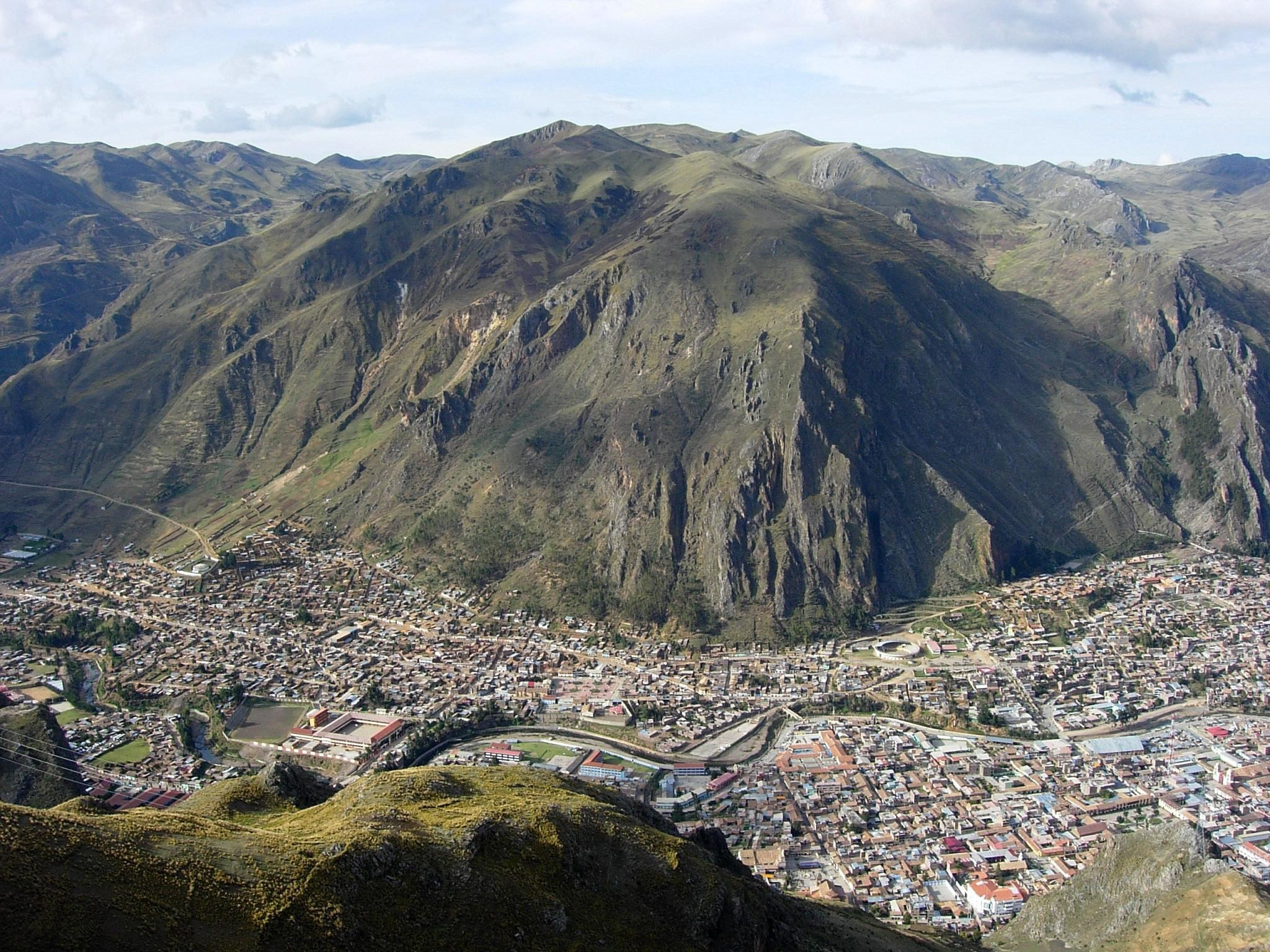
Huancavelica városa
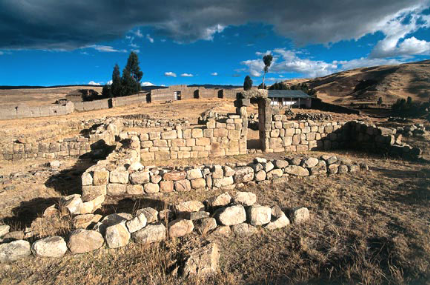
Az Uchkus–Inkañan régészeti lelőhely
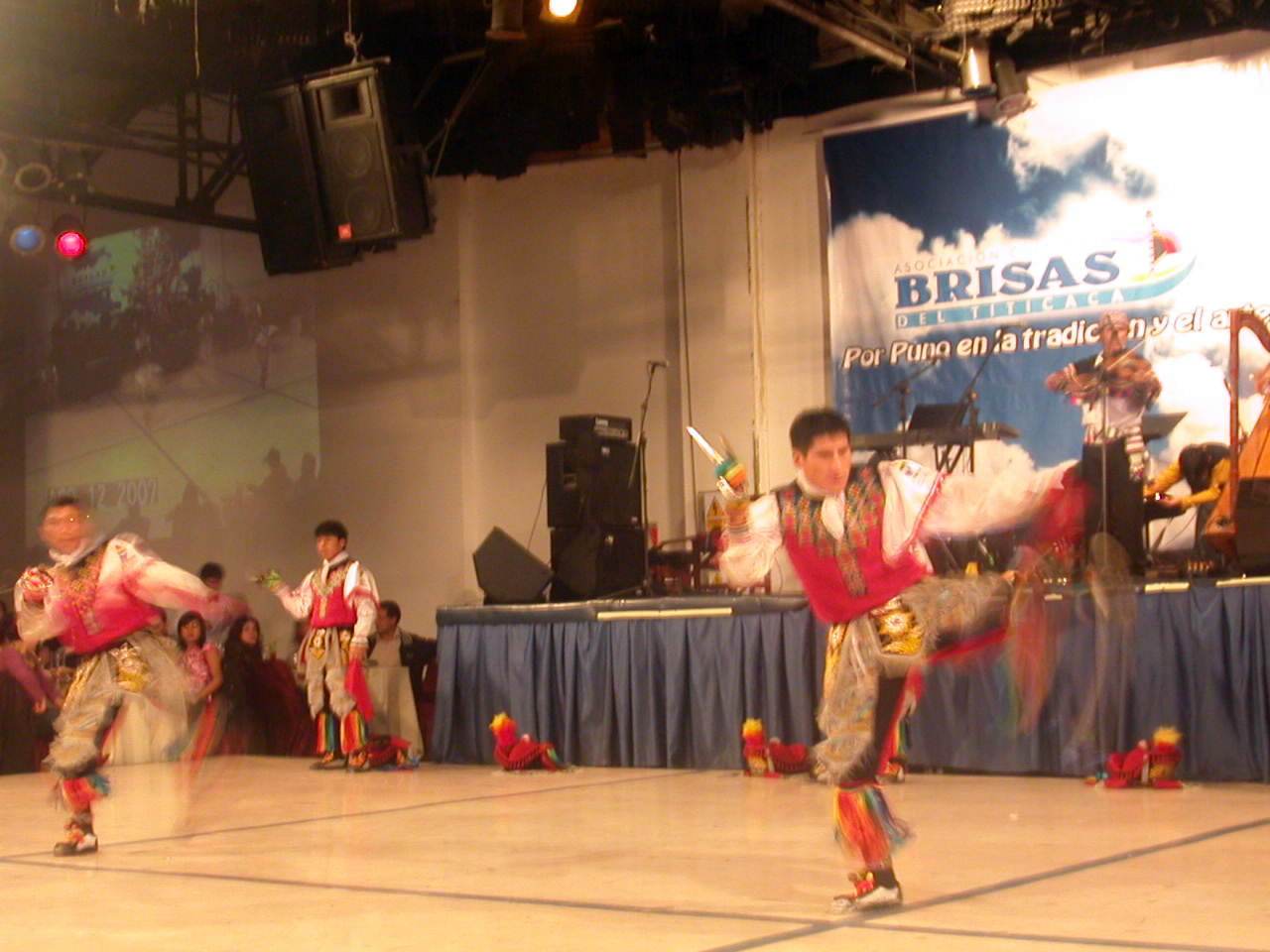
A danza de tijeras („ollótánc”) nevű tánc